# Castelnovo di Sotto
Castelnovo di Sotto est une commune italienne de la province de Reggio d'Émilie, dans la région Émilie-Romagne en Italie.
Stefano Baldini, né le 25 mai 1971 à Castelnovo di Sotto, est un athlète italien, qui est champion olympique du marathon disputé à Athènes en 2004.

## Histoire
Le premier document qui atteste l'existence du village remonte à 980. Le village était, à cette époque, une possession des vassaux de Canossa, puis passa aux Da Correggio.
Il semble qu’au moment des invasions des Hongrois (entre 800 et 900), a été érigé le premier château-forteresse dont la structure était très simple.
C'est en 1200 que le bâtiment est devenu une forteresse, qui a finalement acquis les caractéristiques de la maison de la Seigneurie.
La famille Da Correggio y vécut jusqu'en 1300. Puis le village fut dirigé par les Visconti et par Ottobuono de' Terzi. Des vicissitudes ont aussi provoquées la succession des domaines de l'Estensi et des Da Correggio jusqu'en 1600. Au milieu du XVIIe siècle, Castelnovo di Sotto passa à la famille Gherardini de Vérone, lorsque le duc Francesco d'Este en 1652 vendit le domaine. 
La règle des Gherardini prit fin avec l'arrivée des Français.
La ville fut alors proclamée ville libre en 1796, et est devenue une partie de la République de Reggio Emilia et de la République Cisalpine.
Après la période napoléonienne, le pays est retourné à la famille Estensi, qui régna jusqu'en 1859.
Finalement l’unification Italienne en 1860 fit de Castelnovo di Sotto une ville libre à nouveau.
Une figure clef du Risorgimento était Luigi Amedeo Melegari de Meletole, fondateur, avec Giuseppe Mazzini, de la Jeune Italie et Jeune Europe, ministre des Affaires étrangères (1876-1877).

## Administration
| Période                                  | Période | Identité | Étiquette | Qualité |
| ---------------------------------------- | ------- | -------- | --------- | ------- |
|                                          |         |          |           |         |
| Les données manquantes sont à compléter. |         |          |           |         |

### Hameaux
- Meletole
- Villa Cogruzzo
- Case Melli

### Communes limitrophes
- Boretto
- Cadelbosco di Sopra
- Campegine
- Gattatico
- Gualtieri
- Poviglio